# رالف إبراهام
رالف إبراهام (بالإنجليزية: Ralph Abraham)‏  (و. 1936  م) هو رياضياتي، وأستاذ جامعي أمريكي، ولد في برلينغتون.

## التعليم
تعلم في جامعة ميشيغان.

## جوائز
حصل على جوائز منها:
- منحة فولبرايت.